# Bullaugen-Illusion

Bullaugen-Illusion: Die innere Kreisfläche erscheint größer als der äußere Kreisring

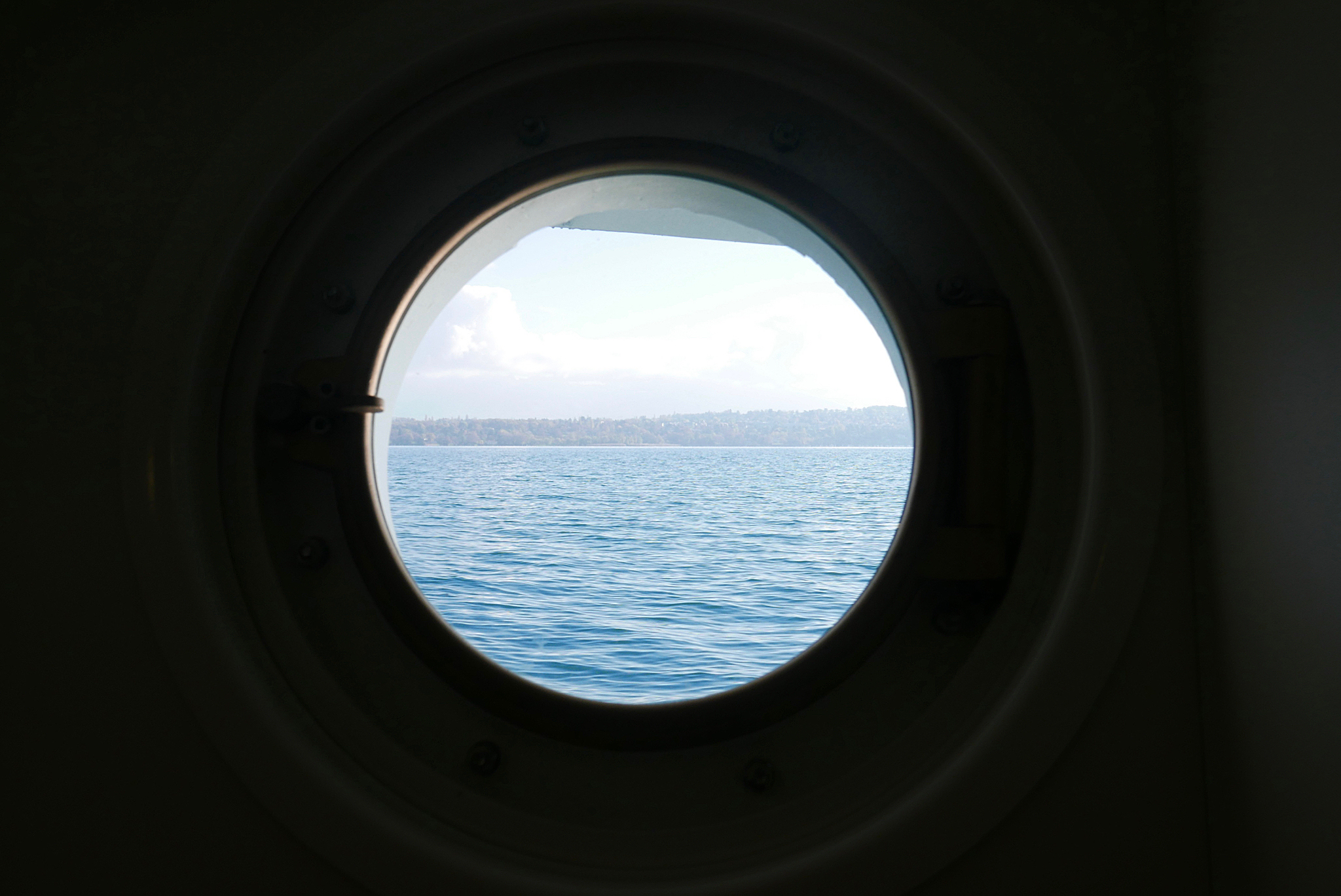
Bullauge der Italie

Die Bullaugen-Illusion (engl. Bullseye Illusion) ist eine geometrisch-optische Täuschung.
Die Bezeichnung rührt daher, dass deren grafische Darstellung an ein Bullauge erinnert.

## Beschreibung
In den Abbildungen 1 bis 4 erscheint jeweils flächenmäßig der grüne Kreis größer als der blaue Kreisring. Tatsächlich haben jedoch beide Flächen jeweils dieselbe Maßzahl.

Abbildung 1
Abbildung 2
Abbildung 3
Abbildung 4

## Mathematischer Hintergrund
Der blaue Kreisring entsteht aus der Flächendifferenz eines größeren Kreises mit Radius c und eines kleineren Kreises mit Radius b.
Der grüne Kreis habe den Radius a. Dann lautet die Bedingung für die Maßzahl-Gleichheit der beiden Flächen:
{\displaystyle \pi a^{2}=\pi c^{2}-\pi b^{2}}, d. h.
{\displaystyle a={\sqrt {c^{2}-b^{2}}}}.
Für den Spezialfall {\displaystyle a=b} (Abbildung 4) lautet die Bedingung für die Maßzahl-Gleichheit der beiden Flächen:
{\displaystyle \pi b^{2}=\pi c^{2}-\pi b^{2}}, d. h.
{\displaystyle a=b={\frac {c}{\sqrt {2}}}}.
In diesem Fall wird der größere Kreis vollständig zerlegt in den kleineren grünen Kreis und den hierzu flächengleichen blauen Kreisring.